# Regenkoekoek
De regenkoekoek (Coccyzus pluvialis) is een vogel uit de familie van de koekoeken. 

## Verspreiding en leefgebied
Deze soort is endemisch in Jamaica.
Deze vogelsoort komt voor in sub-tropische en tropische regenwouden in Jamaica. 